# Біґ-біт (електронна музика)
Біґбіт (англ. big beat — дослівно «голосний удар», також Хімічний брейк, англ. Chemical breaks) — назва напрямку електронної музики, що з'явилася в британській пресі середини 1990-х років на окреслення творчості таких гуртів як «The Chemical Brothers», «Fatboy Slim» та, частково, «The Prodigy».
Біґбіт використовує розважливі синкоповані ритми (breakbeats) в помірних темпах (між 90 та 140 bpm), «кислотні» синтезаторні лінії та рясні джазові лупи. Часто вони перериваються панковими вигуками та супроводжуються інтенсивною, дисторційованою басовою лінією зі звичайною для поп- або техно-композицій структурою. Біґбіт також характеризується сильним психоделічним впливом, що походить від впливу брейкбітів «The Beatles», «Led Zeppelin» та такого напрямку, як ейсід-гауз. У творчості «Fatboy Slim» цей стиль набуває також сильно компресованого, громоподібного барабанного звуку (звідти назва).